# Christelle Rieu
Pour les articles homonymes, voir Rieu.
Christelle Rieu est une lutteuse française.
Aux Championnats d'Europe, elle remporte la médaille d'argent en lutte féminine dans la catégorie des moins de 61 kg en 1988 à Dijon.